# Standard Encyclopaedia of Southern Africa
La Standard Encyclopædia of Southern Africa (SESA) est une encyclopédie en douze volumes qui traite principalement de la République d'Afrique du Sud et des pays voisins. Environ 1 400 personnes y ont contribué. Les deux premiers volumes sont publiés en août 1970, le douzième et dernier volume est publié en septembre 1976.

## Périmètre
À l'origine, la SESA devait être rédigée en afrikaans, se concentrer entièrement sur l'Afrique du Sud et être publiée en six volumes,. Cependant, non seulement cela limitait considérablement le marché cible, mais de nombreux auteurs de l'encyclopédie présentèrent leurs documents en anglais,. Les éditeurs décidèrent de privilégier une édition en anglais et d'élargir le champ de l'encyclopédie à l'ensemble des pays Africains de l'Hémisphère Sud. L'édition en afrikaans est finalement abandonnée.

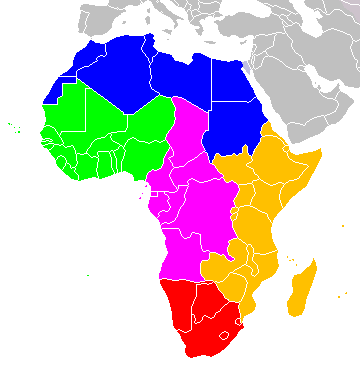
Les régions de l'Afrique :
Afrique du Nord
Afrique de l'Ouest
Afrique centrale
Afrique de l'Est
Afrique australe

Bien que l'Afrique du Sud demeure le centre d'intérêt, la portée de l'encyclopédie s'étend aux pays d'Afrique australe, que sont l'Angola, le Botswana, le Lesotho, Madagascar, le Mozambique, la Rhodésie, le Sud-Ouest africain, le Swaziland, la Tanzanie, et la Zambie, ainsi que les pays d'Afrique centrale et de l'Est, le Burundi, le Kenya, le Rwanda, l'Ouganda et le Zaïre.
En raison d'une décision éditoriale, toutes les biographies de l'encyclopédie portent sur des personnes décédées au moment de l'écriture.

## Édition et publication
La SESA est publiée par la Nasionale Opvoedkundige Uitgewery (Maison d'édition éducative nationale) du Cap, sous son nom commercial, Nasou. Nasou (est. 1963) est à ce moment une filiale d'édition éducative du conglomérat de médias Naspers.
Le rédacteur en chef des sept premiers volumes de l'encyclopédie est Dirk Jacobus Potgieter, qui avait déjà coédité la cinquième édition de Afrikaans for English-speaking Students (1949) et un dictionnaire bilingue afrikaans/anglais pour Juta & Co.
Lorsque Nasou réutilise une partie de l'encyclopédie pour publier un ouvrage titré Animal Life in Southern Africa (1971), Dirk Potgieter est co-éditeur du projet aux côtés de P.C. du Plessis, avec qui il avait collaboré pour l'encyclopédie, et de l'entomologiste Sydney Skaife (en).
Nasou publie le septième volume de l'encyclopédie en 1972, et du Plessis et J. J. Spies assument la rédaction générale pour les cinq autres volumes,.
Quelques années après la publication du dernier volume, Nasou est rachetée par une holding et fusionnée avec l'éditeur sud-africain Via Afrika (est. 1949). La nouvelle société, Nasou Via Afrika, est un éditeur pour le marché éducatif.

### Liste des volumes
- Volume 1 : Aan-Bac (1970)
- Volume 2 : Bac-Cal (1970)
- Volume 3 : Cal-Dev (1971)
- Volume 4 : Dev-For (1971)
- Volume 5 : For-Hun (1972)
- Volume 6 : Hun-Lit (1972)
- Volume 7 : Lit-Mus (1972)
- Volume 8 : Mus-Pop (1973)
- Volume 9 : Pop-Sla (1973)
- Volume 10 : Sle-Tun (1974)
- Volume 11 : Tur-Zwe (1975)
- Volume 12 : Supplement and Index (1976)

### Publications liées
Outre Animal Life in Southern Africa (1971), Nasou publie un autre livre puisant dans l'encyclopédie : English and South Africa, sous la direction d'Alan Lennox-Short (maître de conférences à Université du Cap). Lorsqu'ils publient le livre en 1973, Cape Times leur reproche de faire preuve d'un parti pris écrasant en faveur des écrivains Blancs. Les sept premiers chapitres du livre, qui portent des titres génériques tels que Poetry, sont consacrés aux écrivains Blancs sud-africains. Le huitième chapitre, Coloured and African Writing in English, concerne les « non-Blancs ».